# Comitato internazionale per la zona di sicurezza di Nanchino
Il Comitato internazionale fu creato per istituire l'area di protezione di Nanchino nel 22 novembre 1937.

## Membri
| Nome                 | Nazionalità / Occupazione | Organizzazione                                           |
| -------------------- | ------------------------- | -------------------------------------------------------- |
| Miner Searle Bates   | Professore americano      | University of Nanking                                    |
| George Ashmore Fitch | Missionario americano     | Nanking YMCA                                             |
| Ernest Forster       | Missionario americano     | St. Paul Church                                          |
| J.M. Hansen          | Affarista danese          | Texas Oil Co.                                            |
| J. Lean              | Affarista americano       | Asiatic Petroleum Co.                                    |
| Iver Mackay          | Affarista britannico      | Butterfield and Swire                                    |
| John Magee           | Missionario americano     | American Church Mission                                  |
| Rev. W. Plumer Mills | Missionario americano     | American Church Mission                                  |
| James McCallum       | Missionario americano     | Ospedale Drum Tower (Ospedale universitario di Nanchino) |
| P. H. Munro-Faure    | Affarista britannico      | Asiatic Petroleum Co.                                    |
| J.V. Pickering       | Affarista americano       | Standard-Vacuum Co.                                      |
| John Rabe            | Affarista tedesco         | Siemens Co.                                              |
| Charles Riggs        | Professore americano      | Università di Nanchino                                   |
| P.R. Shields         | Affarista britannico      | International Export Co.                                 |
| G. Schultze-Pantin   | Affarista tedesco         | Shingming Trading Co.                                    |
| Lewis S. C. Smythe   | Professore americano      | Università di Nanchino                                   |
| Eduard Sperling      | Affarista tedesco         | Shanghai Insurance Co.                                   |
| Minnie Vautrin       | Missionario americano     | College Ginling                                          |
| Robert O. Wilson     | Dottore americano         | Ospedale Drum Tower (Ospedale universitario di Nanchino) |

## Cronologia
- 22 novembre 1937 – Il Comitato internazionale per la zona di sicurezza di Nanchino è organizzato da un gruppo di stranieri per proteggere i rifugiati cinesi.
- 12 dicembre 1937 – Ai soldati cinesi viene ordinato di ritirarsi da Nanchino.
- 13 dicembre 1937 – Le truppe giapponesi conquistano Nanchino.
- 14 dicembre 1937 – Il Comitato internazionale per la zona di sicurezza di Nanchino presenta la prima lettera di protesta contro le atrocità giapponesi all'ambasciata giapponese.
- 19 febbraio 1938 – L'ultima delle 69 lettere di protesta contro le atrocità giapponesi è inviata all'ambasciata giapponese per annunciare la rinomina del comitato in Comitato di assistenza internazionale di Nanchino.